# Raphaël Gillot-Jouannet
Pour les articles homonymes, voir Gillot et Jouannet.
Pas d'image ? Cliquez ici

a Compétitions nationales et continentales officielles uniquement.

Dernière mise à jour le 9 janvier 2021.
Raphaël Gillot-Jouannet, né le 7 février 1989, est un joueur français de rugby à XV évoluant au poste de centre avec le CM Floirac.

## Carrière
Raphaël Gillot-Jouannet débute le rugby en région parisienne. Il commence avec le Red Star Olympique rugby, puis avec le PUC où il jouait avec Wesley Fofana et Félix Le Bourhis avant de rejoindre le centre de formation de l'US Montauban.
En 2011, il fait ses débuts professionnels avec l'US Montauban en Fédérale 1. Il participe à la remontée du club en Pro D2 en 2014 en devenant champion de France de Fédérale 1. 
En 2015, il s'engage avec Soyaux Angoulême XV Charente. 
En 2016, il rejoint le RAC angérien et connait la fusion avec le club de l'US Cognac, donnant naissance à l'Union Cognac Saint-Jean-d'Angély avec qui il joue jusqu'en 2019.
Il rejoint le CM Floirac pour la saison 2020-2021 de Fédérale 1.

## Palmarès
- 2014 : Champion de France de Fédérale 1 avec l'US Montauban.